# Sindrom apneje med spanjem
Sindrom apneje med spanjem, tudi sindrom nočne apneje, je motnja spanja, za katero so značilni premori pri dihanju ali obdobja plitvega dihanja med spanjem. Vsak premor lahko traja od nekaj sekund do nekaj minut in se zgodi mnogokrat na noč. Pri najpogostejši obliki temu sledi glasno smrčanje. Ob ponovnem začetku dihanja se lahko pojavi dušenje ali grgranje. Ker motnja moti normalen spanec, so prizadeti čez dan pogosto zaspani ali utrujeni. Pri otrocih lahko povzroči hiperaktivnost ali šolske težave.
Apneja med spanjem je lahko obstruktivna apneja (OSA – angleško obstructive sleep apnea), pri kateri dihanje moti ovira pri pretoku zraka, centralna apneja med spanjem (CSA – central sleep apnea), pri kateri redno nezavedno dihanje preprosto preneha, ali kombinacija obeh. Najpogostejši je obstruktivni tip (OSA). Dejavniki tveganja za OSO vključujejo prekomerno telesno težo, družinsko anamnezo stanja, alergije, ozke dihalne poti in povečane tonzile. Nekateri ljudje s sindromom apneje med spanjem ne vedo, da imajo to stanje. V številnih primerih jo najprej opazi družinski član. Sindrom apneje med spanjem se pogosto diagnosticira s spremljanjem spanja prek noči. Za postavitev diagnoze sindroma apneje med spanjem se mora apneja pojavljati več kot petkrat na uro.
Zdravljenje lahko vključuje spremembe načina življenja, ustnike, pripomočke za dihanje in operacijo. Spremembe načina življenja lahko vključujejo izogibanje alkoholu, hujšanje, prenehanje kajenja in spanje na eni strani. Med pripomočke za dihanje spada aparat CPAP. Nezdravljen sindrom apneje med spanjem pomeni večje tveganje za miokardni infarkt, možgansko kap, sladkorno bolezen, nereden srčni utrip, debelost in prometne nezgode.
OSA prizadene od 1 do 6 odstotkov odraslih in 2 odstotka otrok. Moške prizadene dvakrat pogosteje kot ženske. Čeprav so lahko prizadeti ljudje katere koli starosti, se najpogosteje pojavlja pri ljudeh, starih od 55 do 60 let. Sindrom centralne apneje med spanjem prizadene manj kot 1 odstotek ljudi. Vrsta centralne apneje med spanjem je bila poimenovana po morski nimfi iz nemškega mita o Ondininem prekletstvu, v katerem bi nimfa, če bi zaspala, pozabila dihati.